# Jesuskind von Atocha

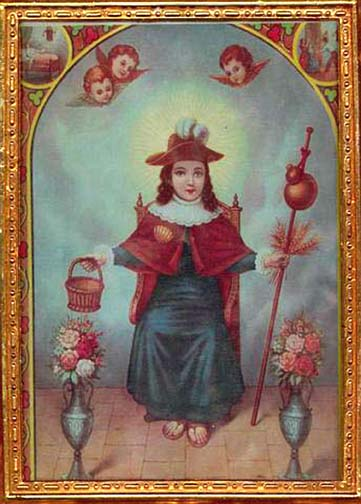
Darstellung des Jesuskindes von Atocha

Das Jesuskind von Atocha (El Santo Niño de Atocha) ist ein Gnadenbild, das besonders in Spanien und in Mexiko verehrt wird. Schon im 13. Jahrhundert wurden in den Cantigas de Santa Maria in Atocha geschehene Wunder erwähnt. Atocha ist heute ein Stadtbezirk von Madrid.

## Überlieferung
Als die iberische Halbinsel von Mauren besetzt war, verweigerten diese ihren christlichen Gefangenen die Nahrung. Schließlich durften nur Kinder unter zwölf Jahren ihren Verwandten helfen. Die Frauen des Ortes beteten daher vor der Statue der Jungfrau Maria in Atocha um Beistand. Daraufhin wurde berichtet, dass ein Kind im Gewand eines Pilgers nachts in die Gefängnisse gekommen sei, Essen und Trinken gebracht und die Gefangenen getröstet habe. Als die Frauen der Jungfrau Maria für ihre Fürsprache dankten, bemerkten sie, dass die Schuhe des Jesuskindes, welches von der Jungfrau Maria getragen wurde, staubig und zerfetzt waren. Die Schuhe wurden ersetzt, aber sie wurden wieder schmutzig. Die Leute von Atocha sahen darin ein Zeichen Gottes, dass es das Jesuskind war, das jede Nacht zu den Gefangenen kam.

## Mexiko
Im Rahmen der Eroberung Mexikos durch die spanischen Konquistadoren kam die Verehrung des Jesuskindes von Atocha auch in die „Neue Welt“. Zum Gnadenbild des Jesuskindes im Sanktuarium des mexikanischen Wallfahrtsortes Plateros bei der Großstadt Fresnillo im Bundesstaat Zacatecas pilgern alljährlich etwa anderthalb Millionen Menschen. Das Santuario wurde im Jahr 2010 von der UNESCO als Teil des Camino Real de Tierra Adentro als Weltkulturerbe anerkannt.